# 그루브 코스터
《그루브 코스터》(Groove Coaster)는 매트릭스 소프트웨어가 개발하고 타이토가 배급하는 일련의 리듬 비디오 게임 시리즈이다. 본래 2011년 iOS로 출시해 모바일 게임으로서 시작했으나, 2013년 출시한 아케이드판을 시작으로 오락실이 주력 플랫폼이 됐다.
타이토가 제작한 슈팅 게임 《스페이스 인베이더》의 등장 적을 아이콘으로 사용하며, 이에 따라 초기 게임들은 일부 지역에서 《리듬베디어즈》(Rhythmvaders)라는 제목으로 발매했다.

## 게임 목록
- 《그루브 코스터》 (2011) - iOS[1]
- 《그루브 코스터》 (2012) - iOS
- 《그루브 코스터》 (2013) - 아케이드
- 《그루브 코스터 EX》 (2014) - 아케이드
- 《그루브 코스터 2: 헤븐리 페스티벌》 (2015) - 아케이드
- 《그루브 코스터 2: 오리지널 스타일》 (2015) - iOS, 안드로이드
- 《그루브 코스터 3: 링크 피버》 (2016) - 아케이드
- 《그루브 코스터 3EX: 드림 파티》 (2017) - 아케이드
- 《그루브 코스터 4: 스타라이트 로드》 (2018) - 아케이드
- 《그루브 코스터》 (2018) - 윈도우[2]
- 《그루브 코스터: 와이 와이 파티!!!!》 (2019) - 닌텐도 스위치[3]